# European Journal of Combinatorics
European Journal of Combinatorics is een internationaal, aan collegiale toetsing onderworpen wetenschappelijk tijdschrift op het gebied van de combinatieleer. De naam wordt in literatuurverwijzingen meestal afgekort tot Eur. J. Combinator. Het wordt uitgegeven door Elsevier. Sinds 1996 verschijnt het 8 keer per jaar. Het eerste nummer verscheen in 1980.